# 嘉義市公路列表
嘉義市公路列表列出嘉義市境內的公路名稱。
嘉義市原有嘉義市鄉道與跨縣鄉道，但已於2010年全數解編，本表不再列出。
| 級別         | 路名             | 說明 |
| 國道         | 中山高速公路     | 1978年全線完工通車，編為國道一號，北起基隆，南到高雄，為封閉式高速公路。國道一號沿西緣縱貫嘉義市，並在西邊設有一處嘉義交流道，在嘉義市西區、嘉義縣太保市交界，為南下北上車輛進出嘉義市之門戶，沿縣道159號可接新港以北各鄉鎮以及雲林縣北港鎮。 |
| 國道         | 福爾摩沙高速公路 | 2004年全線完工通車，編為國道三號，是台灣西部平原丘陵區上第二條南北縱向貫穿全島的高速公路，北起基隆，南到林邊，以中埔交流道與中埔鄉台18線連結嘉義市，國道三號於嘉義市東方設置蘭潭隧道，蘭潭隧道位於嘉義市東區盧厝里，南下車道全長1,255公尺，北上車道全長1,212公尺。國道三號在嘉義縣竹崎、民雄兩鄉交界也設有一處竹崎交流道，雖然高速公路有經過嘉義市境內，然高速公路南下車輛需由此沿縣道159號進出嘉義市，重要性自不待言。中埔交流道、竹崎交流道相距約5.5公里。 |
| 省道         | 台1線            | 又稱縱貫公路，為台灣西部南北向主要公路幹線。台1線在嘉義市內稱忠孝路，為路寬90米的六線道公路。博愛路，為路寬20至30米的四線道公路，台1線縱貫嘉義市全境八公里，北渡牛稠溪接民雄鄉、大林鎮，南接水上鄉及台南市。 |
| 省道         | 台18線           | 又稱阿里山公路，西接太保市，為路寬90米的六線道公路，途中經過世賢路二至四段，其中除了世賢路四段為路寬30米的四線道公路，其餘皆為路寬90米的六線道公路，往南銜接吳鳳南路，經軍輝橋，往東接中埔鄉、阿里山鄉及南投縣信義鄉，此為阿里山公路起點，為路寬20米的四線道公路，台18線橫貫嘉義市全境十公里。 |
| 省道快速公路 | 台82線           | 沒有直接通過嘉義市，但可藉由鄉道嘉175線通往中和交流道駛入快速公路。中和交流道於2005年完工通車，位於嘉義縣水上鄉義興村，往北跨八掌溪後在嘉義市與湖仔內路相接，往西可至國道一號嘉義系統交流道、鹿草鄉、朴子市，往東可接國道三號水上系統交流道，往南可通往臺南市白河區。 |
| 縣道         | 縣道159號        | 即嘉義市北港路，於北港路與友愛路交叉口沿嘉雄陸橋東行，再沿著中山路、林森西路、林森東路貫穿全市，往西北聯絡新港，往東南聯絡竹崎、番路。 |
| 縣道         | 縣道159甲線      | 即嘉義市民族路（大雅路一段、大雅路二段），往東聯絡番路。 |
| 縣道         | 縣道163號        | 即嘉義市民生路，再沿新民路西行銜接水上鄉、鹿草鄉、義竹鄉。 |

## 資料來源
1. ↑  . 中華民國交通部.[永久]
2. ↑  . 交通部臺灣區國道高速公路局.   [2017-11-25]. （原始内容存档于2017-05-04）.
3. ↑  . 中華民國交通部公路總局.   [2017-11-25]. （原始内容存档于2017-05-04）.
4. ↑  . 中華民國交通部公路總局.   [2017-11-25]. （原始内容存档于2016-05-21）.